# Glyphodes bivitralis
Glyphodes bivitralis is een vlinder uit de familie van de grasmotten (Crambidae), uit de onderfamilie van de Spilomelinae. De wetenschappelijke naam van deze soort is voor het eerst voorgesteld door Achille Guenée in een publicatie uit 1854.

## Verspreiding
De soort komt voor in: 
- het Palearctisch gebied (Japan[1]),
- het Afrotropisch gebied (de Maldiven)
- het Oriëntaals gebied (India, Bhutan[2], Nepal[2], Sri Lanka[2], China (Hong-Kong[3], Hainan[4]), Taiwan[5], de Filipijnen[2], Myanmar[2], Thailand[3], Maleisië[3] (Sabah[2], Sarawak[2]), Singapore[2], Brunei[2], Indonesië[3]),
- het Australaziatisch gebied (Australië[6]),
- het Nearctisch gebied (het zuiden van de Verenigde Staten).

## Waardplanten
De rups leeft op:
- Fabaceae
  - Erythrina speciosa[6]
  - Erythrina variegate[7]
  - Pithecellobium dulce[7]
- Moraceae
  - Ficus benjamina[7]
  - Ficus racemosa[7]
  - Ficus variolosa[6]